# 里奇基 (扎里奇涅區)
51°40′24″N 25°45′12″E / 51.67333°N 25.75333°E
里奇基（烏克蘭語：Річки），是烏克蘭西北部的村莊，隸屬里夫內州的瓦拉什區。該村始建於1882年，面積7.5平方公里，2001年人口91，人口密度每平方公里12.1人。